# サラ・コードウェル
サラ・コードウェル（Sarah Caudwell、本名：サラ・コックバーン〈Sarah Cockburn〉、1939年5月27日 - 2000年1月28日）は、イギリスの法廷弁護士、推理作家。
代表作は、リンカーン法曹院のヒラリー・テイマー教授（専門は中世の法律）が探偵役を務めるシリーズ。

## 経歴
左派ジャーナリストのクラウド・コックバーンと、彼の2番目の妻であるジーン・ロスとの間に生まれる。母ジーンは、映画『キャバレー』の主人公で、クリストファー・イシャーウッドが生み出したサリー・ボウルズというキャラクターのモデルの1人でもある。アレクサンダー、アンドリュー、パトリックという腹違いの弟が3人おり、いずれもジャーナリストである。作家のレスリー・コックバーンと舞台俳優のマイケル・フランダースとは義理の兄弟で、マイケルの娘のローラ・フランダースとステファニー・フランダース、また女優のオリヴィア・ワイルドは姪である。
スコットランド・アバディーンシャー州アバディーンのアバディーン大学で西洋古典学を専攻。イングランド・オックスフォードシャー州オックスフォードのオックスフォード大学セント・アンズ・カレッジ及び、アベリスツイスのアベリスツイス大学で法律の講師を務めた。弁護士の資格を取り、リンカーン法曹院で法廷弁護士として数年間実践を積んだ後、国際税のプランニングの専門家としてロイド銀行に勤めた。「物を書く」仕事という点ではこれが初めてであった。
オックスフォード・ユニオンに初めて入会した2人の女性の内の1人である。男性の服を着て、ユニオンの入会条件が男性であることに抗議したという伝説がある。
1966年に大法官府裁判所に入り、財産法と税法を担当する。ロイド銀行では信託部門の経営幹部になった。同僚の弁護士、ジョン・タックベリーは彼女の法廷での業績を称賛している。
私生活ではパイプを吸うのを好んだ。クロスワードパズルが好きで、『タイムズ』のクロスワードパズルコンペで1度以上決勝まで進んでいる。長年、ロンドンのバーンズに母とおばと暮らしていた。2000年1月にロンドンで癌で死去した。

## 作品リスト
ヒラリー・テイマー教授シリーズ
| # | 邦題                       | 原題                      | 刊行年 | 刊行年月 | 訳者       | 出版社   |
| - | -------------------------- | ------------------------- | ------ | -------- | ---------- | -------- |
| 1 | かくてアドニスは殺された   | Thus Was Adonis Murdered  | 1981年 | 1984年   | 青木久恵   | 早川書房 |
| 2 | 黄泉の国へまっしぐら       | The Shortest Way to Hades | 1985年 | 1986年   | 加地美知子 | 早川書房 |
| 3 | セイレーンは死の歌をうたう | The Sirens Sang of Murder | 1989年 | 1991年   | 松下祥子   | 早川書房 |
| 4 | 女占い師はなぜ死んでゆく   | The Sibyl in Her Grave    | 2000年 | 2001年   | 羽地和世   | 早川書房 |
その他
- 完璧な殺人 The Perfect Murder: Five Great Mystery Writers Create the Perfect Crime (1991) - ジャック・ヒット編・ローレンス・ブロック、トニイ・ヒラーマン、ピーター・ラヴゼイ、ドナルド・E・ウェストレイクとの合作作品

アンソロジー参加作品
- 2nd Culprit: An Annual of Crime Stories (1994)
- 3rd Culprit (1994)
- Malice Domestic 6 (1997)
- The Oxford Book of Detective Stories (2000)
- Women Before the Bench (2001)
- The Mammoth Book of Comic Crime (2002)

## 受賞・ノミネート歴
- 1986年：『黄泉の国へまっしぐら』でアンソニー賞長編賞ノミネート
- 1990年：『セイレーンは死の歌をうたう』でアンソニー賞長編賞受賞[3]、アガサ賞長編賞ノミネート
- 2001年：『女占い師はなぜ死んでゆく』でディリス賞ノミネート